# Cheiridopsis verrucosa
Cheiridopsis verrucosa är en isörtsväxtart som beskrevs av L. Bol. Cheiridopsis verrucosa ingår i släktet Cheiridopsis och familjen isörtsväxter. Inga underarter finns listade i Catalogue of Life.